# Gina Birch
Georgina Mary Birch (née en octobre 1955) est une musicienne et cinéaste anglaise, notamment connue comme membre fondatrice du groupe de post-punk The Raincoats. Elle joue également dans plusieurs autres groupes, et réalise des films et des vidéoclips.

## Biographie

### Première carrière musicale
Georgina Mary Birch naît en octobre 1955  à Nottingham. Elle fréquente la Nottingham Girls' High School puis la Hornsey School of Art, où elle fonde les Raincoats avec Ana da Silva en 1977. Après la première séparation de The Raincoats en 1984, Birch travaille pendant une période avec le musicien expérimental Mayo Thompson et son ensemble, Red Crayola, en Allemagne. Après cette période, Birch forme le groupe Dorothy, avec l'ex-Raincoat Vicky Aspinall. Le groupe signe ensuite avec Geoff Travis chez Chrysalis Records.

### Travaux audiovisuels et nouveaux projets musicaux
Après la fin de Dorothy, Birch s'inscrit au Royal College of Art, où elle étudie la réalisation cinématographique et produit plusieurs drames. Au début des années 1990, les Raincoats sont invitées à se produire en tournée avec le groupe grunge Nirvana, et produisent un album chez DGC Records. Cela interrompt temporairement les travaux cinématographiques de Birch. Cependant, Birch produit plusieurs vidéoclips au cours de cette période, notamment le DVD des Libertines, sorti avec leur album. Gina a réalisé des vidéos pour Daisy Chainsaw, les Libertines, Palma Violets, les Raincoats, Dorothy et bien d'autres. Elle réalise « Crystal » de New Order avec l'artiste Simon Tyszko, ainsi que plusieurs installations vidéo. La carrière musicale de Birch se poursuit dans les années 1990, avec la sortie en 1998 de l'album Slow Dirty Tears, avec les Hangovers, un groupe formé en 1996. En 2000 et 2007, Birch se produit en live au Ladyfest et régulièrement à Londres. En septembre 2007, elle se produit au Modern Art Oxford pour commémorer la fin de l'exposition Stella Vine du musée. De plus, Birch joue avec Hayley Newman et Kaffe Matthews, sous le nom de Gluts, dans plusieurs musées d'art et des festivals.
Le 1er octobre 2021, Birch sort son premier single solo, "Feminist Song". Son premier album solo, I Play My Bass Loud, est sorti le 24 février 2023,. Une critique d'AllMusic affirme : « c'est un album bruyant et festif qui résume parfaitement le voyage de plus de 40 ans de Birch en tant que créatrice infatigable, sans limites et surtout sans peur ».
Actuellement, Birch se consacre à la peinture et continue de produire de la musique pour les albums suivants.

## Discographie

### Album solo
- I Play My Bass Loud (2023), Third Man Records[8].